# NGC 1126
NGC 1126 је спирална галаксија у сазвежђу Еридан која се налази на NGC листи објеката дубоког неба.
Деклинација објекта је - 1° 17' 47" а ректасцензија 2h 52m 18,7s. Привидна величина (магнитуда) објекта NGC 1126 износи 14,7 а фотографска магнитуда 15,5. NGC 1126 је још познат и под ознакама MCG 0-8-38, CGCG 389-38, PGC 10868.